# Karel Dimmer
Karel Dimmer (20. února 1825 Tupadly – 9. prosince 1909 Praha) byl rakouský a český politik, v 2. polovině 19. století poslanec Českého zemského sněmu a starosta Smíchova.

## Biografie
Vzdělání získal v soukromé obchodní škole. Ve věku 25 let si na Smíchově otevřel kupecký krám (se zbožím kořenným, materiálním a barvami). 7. února 1861 se podílel na založení občanské záložny, která byla prvním takovým ústavem v pražské aglomeraci a čtvrtým v Čechách. Byl starostou této záložny a to (kromě krátké přestávky ze zdravotních důvodů) nepřetržitě až do pozdního věku.
Od roku 1861 byl nepřetržitě zastupitelem a radním města Smíchova. Od roku 1867 na radnici dominovali Češi a téhož roku se Dimmer stal náměstkem starosty. Roku 1874 se potom sám stal smíchovským starostou a úřad zastával až do roku 1887. Roku 1863 založil Občanskou besedu, která se stala centrem českého společenského života na Smíchově. Měl také podíl na vzniku smíchovského akciového pivovaru. Za jeho vedení se Smíchov stal jedním z největších měst v Čechách. Značně rozšířil obecní jmění. V roce 1866 musel jako radní řešit řízení města v době pruské invaze a dočasného rozkladu státní správy. Rakouský policejní personál, který se před Prusy z města stahoval, ho pověřil prozatímním výkonem policejních pravomocí.
Spolu s dalšími českými aktivisty roku 1868 založil Živnostenskou banku pro Čechy a Moravu se sídlem v Praze, od roku 1885 byl členem jejího správního výboru, přičemž na postu setrval po pětadvacet let. Byl také předsedou správní rady Akciové strojírny, dříve Breitfeld, Daněk a spol. a předsedou správní rady První české společnosti pro rafinerii cukru v Praze. Měl podíl na vzniku Českoslovanské obchodní akademie, zasedal ve výboru Jednoty záložen českomoravských a byl censorem Rakousko-uherské banky.
V 70. letech 19. století se zapojil i do zemské politiky. V zemských volbách v roce 1878 byl zvolen na Český zemský sněm za městskou kurii (obvod Smíchov). Patřil k staročeské straně (Národní strana). Mandát obhájil i ve volbách v roce 1883. Na sněmu setrval do roku 1887.
Byl mu udělen Řád Františka Josefa. Měl titul císařského rady. Od města Smíchov obdržel roku 1887 jmenování čestným občanem.
Zemřel v prosinci 1909 po delší nemoci. Podle jednoho zdroje měl být pohřben na Olšanských hřbitovech, podle jiného mělo být tělo uloženo na hřbitov Malvazinky do rodinné hrobky.

## Rodina
Oženil se roku 1850 s Marií Lukschalovou z Dubé, z jejich tří dětí se dospělého věku dožila nejstarší dcera Marie (* 1853) a syn Karel (* 1856 Smíchov). Ten převzal otcovu kupeckou firmu, byl akcionářem Smíchovského pivovaru a objevoval se také ve správních radách českých průmyslových podniků. Vnuk JUDr. Karel Dimmer nejmladší (* 1885) vedl advokátní kancelář.